# Россия 10
«Россия 10» — общенациональный проект-конкурс 2013 года, призванный путём всеобщего голосования отобрать 10 визуальных символов России. Проект был организован ВГТРК и Русским географическим обществом, транслировался на телеканале «Россия 1» и, помимо всех телеканалов, «Радио России», радио «Маяк» и интернет-порталов «Вести.Ru», «Страна.Ru» холдинга ВГТРК, информационно был поддержан также другими телеканалами, региональными телерадиокомпаниями, газетой «Комсомольская правда». Предполагается, что объекты-победители проекта будут реализованы в малом масштабе в ландшафтном парке Парк «Россия», который будет создан в Подмосковье (Домодедово) по типу многих подобных парков миниатюр, существующих в мире. Кроме того, целями конкурса также были заявлены «поднятие интереса к России как объекту внутреннего и международного туризма, рассказ о её географических, архитектурных и исторических достопримечательностях, популяризация её величайших памятников природы и архитектуры, что позволит подчеркнуть многогранность и самобытность России». Конкурс аналогичен предыдущим проектам 2008 года «Семь чудес России» (в целом) и «Имя Россия» (по проведению).

## Правила
Конкурс начался с торжественной церемонии и проводился в три этапа с 25 марта по 6 октября 2013 года.
Голосование проводилось в интернете на сайте проекта «Россия 10» во всех турах и с помощью SMS во втором туре и финале. Общее количество голосов, отданных за объект, состоит из суммы результатов интернет-голосования и SMS-голосования.

## Проведение

### Первый тур
В первом туре пользователям предлагалось проголосовать за любой из более семисот отобранных организаторами объектов. 80 объектов (по десять для каждого из восьми федеральных округов), набравшие наибольшее количество голосов, перешли во второй тур.
Всего в первом туре было отдано 17 567 454 голоса. Ввиду того, что в первом туре было только суточное ограничение по 3 голосам с одного ip-адреса и не использовалась общепризнанная технология определения голосующего человека Captcha, существовала возможность голосования программами-ботами, динамически меняющими ip-адреса, а по ряду позиций число интернет-голосов превосходило число SMS-голосов в десятки раз.
Из объектов Списка Всемирного наследия ЮНЕСКО в России только один объект (озеро Байкал) оказался в числе 8 победителей по федеральным округам первого тура, и только 5 из 25 таких объектов Всемирного наследия вошли в число 80 объектов, перешедших во второй тур конкурса. В том числе в число объектов-участников второго тура не вошли и, соответственно, потеряли возможность стать финалистами Московский, Казанский, Новгородский, Суздальский, Ярославский кремли, Красная площадь, Храм Василия Блаженного, Зимний дворец и другие объекты исторического центра Санкт-Петербурга, другие историко-культурные памятники Великого Новгорода, Владимира, Суздаля, Золотого кольца России, вулканы Камчатки, многие природные заповедники и пр.
Объекты-победители по федеральным округам первого тура (здесь и далее выделены жирным объекты Списка Всемирного наследия ЮНЕСКО в России):
- в Дальневосточном округе — Вулкан Тятя (11 %, 88 489 голосов);
- в Приволжском округе — Нижегородский кремль (9 %, 333 574 голосов);
- в Северо-Западном округе — Псковский Кром (12 %, 354 633 голосов);
- в Северо-Кавказском округе — Мечеть «Сердце Чечни» (34 %, 875 079 голосов);
- в Сибирском округе — Озеро Байкал (14 %, 161 773 голосов);
- в Уральском округе — Тобольский кремль (19 %, 133 232 голосов);
- в Центральном округе — Коломенский кремль (10 %, 448 225 голосов);
- в Южном округе — Храм «Золотая обитель Будды Шакъямуни» (34 %, 373 513 голосов).

### Второй тур
Во втором туре, который проходил с 1 июля по 30 августа, победили 30 объектов из отобранных ранее, получившие наибольшее количество голосов в первом туре вне зависимости от федерального подчинения. Голоса, полученные в первом туре, не учитывались. В интернет-голосовании было суточное ограничение по 3 голосам и была использована технология Captcha, в SMS-голосовании ограничений не было, что сделало возможным неожиданную для организаторов конкурса флэш-мобную «накрутку» массовым использованием SIM-карт, в том числе специально закупаемых для голосования, и предопределило то, что более-менее объективную картину предпочтений отражает только количество интернет-голосов.
Всего к окончанию второго тура в конкурсе было отдано 145 977 634 голосов, что соизмеримо с численностью всего населения России, в том числе во втором туре 128 410 180 голосов, что в 7 раз больше, чем в первом туре. Во втором туре, ещё более чем в первом, власти и общественные движения во многих регионах, в том числе, в первую очередь, Чечни и Подмосковья, чьи объекты участвуют в конкурсе, предпринимали всевозможные акции вплоть до административного ресурса. Почти сразу после начала тура и по состоянию на конец августа в числе лидирующих объектов шли мечеть «Сердце Чечни», Коломенский кремль, Богородицкий музей-заповедник, Мамаев курган со скульптурой «Родина-мать зовет», озеро Байкал. За несколько дней до окончания тура в конце августа резко поднялись с двадцатых-сороковых мест Скульптурный парк «Легенда» в Пензе, Вулкан Тятя, Храм «Золотая обитель Будды Шакъямуни», Амурские столбы, Памятник Екатерине II в Краснодаре, а бывшая третья позиция резко снизилась. За последние сутки перед окончанием тура число всех голосов увеличилось почти на 50 миллионов (!), две первые позиции поменялись местами и получили примерно по 21 миллион (!) голосов (29 августа у обеих было примерно по 17 миллионов, в итоге оказалось более чем по 38 миллионов). При этом из этих лидирующих позиций первые две более чем в 23 раза превосходят любую из последующих, и если во всех остальных десятках позиций число интернет-голосов соизмеримо или несколько больше числа SMS-голосов, то у ставшей первой, бывшей третьей и резко поднявшихся в конце августа позиций число SMS-голосов больше числа интернет-голосов в несколько раз, а у второй позиции — в 37 (!) раз.
Несмотря на всё это, сразу по окончании тура глава Чечни Рамзан Кадыров заявил о подтасовках его проведения организаторами, не позволивших победить в туре мечети «Сердце Чечни», инициировал рассмотрение вопроса в ГосДуме, объявил о намерении направить запросы в Следственный комитет и Генпрокуратуру России, заявил о снятии с конкурса прошедшего в финал данного объекта, а также объявил об отказе в Чечне от услуг мобильных операторов Мегафон и Билайн. Сотовые операторы признали некоторые проблемы перегрузки обработки поступающих миллионами SMS-голосов, вернули деньги за неучтённые SMS-голоса, а организаторы обещали зачесть необработанные голоса в финале, что однако в целом не изменило общую картину итогов тура для прохождения предстоящего финала.
Объекты-участники второго тура:
Дальневосточный округ
- Амурские столбы
- Бухта Провидения
- Вантовые мосты Владивостока
- Вулкан Тятя
- Долина гейзеров
- Озеро Джека Лондона
- Озеро Ханка
- Пещеры Биракана
- Полюс холода
- Триумфальная арка Благовещенска

Приволжский округ
- Бузулукский бор
- Колокольня алатырского Свято-Троицкого монастыря
- Кунгурская пещера
- Мечеть Кул Шариф
- Музей-заповедник «Иднакар»
- Нижегородский кремль
- Памятник Салавату Юлаеву
- Скульптурный парк «Легенда»
- Утёс Степана Разина
- Башкирские шиханы

Северо-Западный округ
- Вотчина Деда Мороза
- Каргополье
- Картуши в Тотьме
- Кижи
- Куршская коса
- Петергоф
- Псково-Печерский монастырь
- Псковский Кром
- Соловецкий архипелаг
- Столбы выветривания на плато Мань-Пупу-нер

Северо-Кавказский округ
- Вовнушки
- Кисловодский курортный парк
- Крепость Нарын-Кала
- Кубачи
- Мечеть «Сердце Чечни»
- Мидаграбинские водопады
- Провал
- Эгикал
- Эльбрус
- Эрзи

Сибирский округ
- Деревянное зодчество Томска
- Заповедник «Столбы»
- Крепость Пор-Бажын на озере Тере-Холь
- Музей «Кузнецкая крепость»
- Музей-заповедник «Томская писаница»
- Новосибирский зоопарк
- Озеро Байкал
- Памятник домашним тапочкам
- Саяно-Шушенская ГЭС
- Сосновые ленточные боры

Уральский округ
- Аркаим
- Археопарк
- Верхотурский музей-заповедник
- Далматовский Успенский монастырь
- Музей-заповедник «Горнозаводской Урал»
- Невьянская башня
- Озеро Медвежье
- Русскинский музей природы и человека
- Тобольский кремль
- Урочище «Пороги»

Центральный округ
- Богородицкий музей-заповедник
- Коломенский кремль
- Музей-диорама «Курская битва. Белгородское направление»
- Музей-заповедник И. С. Тургенева «Спасское-Лутовиново»
- Ростовский кремль
- Смоленская Крепостная стена
- Смоленский Успенский собор
- Троице-Сергиева Лавра
- Усадьба Храповицкого
- Хопёрский заповедник

Южный округ
- Астраханский кремль
- Войсковой Вознесенский собор
- Гора Фишт
- Гуамское ущелье
- Мамаев курган и скульптура «Родина-мать зовет»
- Мацестинский курорт
- Памятник Екатерине II в Екатерининском сквере
- Смотровая Башня на горе Ахун
- Старая Сарепта
- Храм «Золотая обитель Будды Шакъямуни»

Объекты-победители второго тура:
| №  | Объект                                         | Всего голосов | SMS-голосов перед окончанием тура | Интернет-голосов перед окончанием тура | № по интернет-голосам |
| -- | ---------------------------------------------- | ------------- | --------------------------------- | -------------------------------------- | --------------------- |
| 1  | Коломенский кремль                             | 38 604        | 32 422                            | 6181                                   | 1                     |
| 2  | Мечеть «Сердце Чечни»                          | 38 200        | 37 141                            | 1059                                   | 2                     |
| 3  | Скульптурный парк «Легенда»                    | 1675          | 1369                              | 305                                    | 31                    |
| 4  | Вулкан Тятя                                    | 1644          | 1038                              | 605                                    | 27                    |
| 5  | Троице-Сергиева Лавра                          | 1643          | 899                               | 743                                    | 18                    |
| 6  | Храм «Золотая обитель Будды Шакъямуни»         | 1640          | 980                               | 659                                    | 23                    |
| 7  | Астраханский кремль                            | 1614          | 870                               | 743                                    | 19                    |
| 8  | Озеро Байкал                                   | 1604          | 630                               | 974                                    | 5                     |
| 9  | Мечеть Кул Шариф                               | 1596          | 913                               | 679                                    | 21                    |
| 10 | Далматовский Успенский монастырь               | 1594          | 900                               | 691                                    | 20                    |
| 11 | Псковский Кром                                 | 1583          | 873                               | 778                                    | 15                    |
| 12 | Кижи                                           | 1579          | 705                               | 872                                    | 9                     |
| 13 | Ростовский кремль                              | 1572          | 670                               | 900                                    | 8                     |
| 14 | Богородицкий музей-заповедник                  | 1559          | 1302                              | 253                                    | 32                    |
| 15 | Вантовые мосты Владивостока                    | 1539          | 684                               | 853                                    | 10                    |
| 16 | Петергоф                                       | 1519          | 583                               | 984                                    | 4                     |
| 17 | Войсковой Вознесенский собор                   | 1519          | 956                               | 560                                    | 29                    |
| 18 | Куршская коса                                  | 1518          | 673                               | 842                                    | 11                    |
| 19 | Вовнушки                                       | 1516          | 1477                              | 36                                     | …                     |
| 20 | Памятник Екатерине II в Екатерининском сквере  | 1515          | 1181                              | 332                                    | 30                    |
| 21 | Мамаев курган и скульптура «Родина-мать зовет» | 1511          | 519                               | 989                                    | 3                     |
| 22 | Нижегородский кремль                           | 1497          | 577                               | 913                                    | 6                     |
| 23 | Музей-заповедник «Томская писаница»            | 1489          | 907                               | 580                                    | 28                    |
| 24 | Соловецкий архипелаг                           | 1486          | 662                               | 821                                    | 12                    |
| 25 | Картуши в Тотьме                               | 1479          | 819                               | 655                                    | 24                    |
| 26 | Кунгурская пещера                              | 1478          | 569                               | 908                                    | 7                     |
| 27 | Амурские столбы                                | 1466          | 852                               | 615                                    | 26                    |
| 28 | Тобольский кремль                              | 1456          | 698                               | 755                                    | 17                    |
| 29 | Долина гейзеров                                | 1453          | 683                               | 766                                    | 16                    |
| 30 | Крепость Нарын-Кала                            | 1450          | 1225                              | 220                                    | 33                    |
| 31 | Столбы выветривания на плато Мань-Пупу-нер     | 1440          | 642                               | 797                                    | 13                    |
| 32 | Смоленская Крепостная стена                    | 1410          | 626                               | 783                                    | 14                    |
| 33 | Заповедник «Столбы»                            | 1072          | 423                               | 649                                    | 25                    |
| 34 | Хопёрский заповедник                           | 1062          | 390                               | 672                                    | 22                    |

### Финал
В финале, который проводился с 1 сентября по 6 октября, победили 10 из 30 объектов, выбранных ранее, получивших к концу голосования наибольшее количество голосов. Голоса, полученные в первом и во втором туре, в начале финала было предусмотрено обнулить. Голоса отдавались выбором пяти объектов из 30. В интернет-голосовании было предусмотрено суточное ограничение по 3 голосам и технология Captcha, в SMS-голосовании — суточное ограничение на 30 отправок.
В первый день лидировать стали:
- Петергоф
- Мамаев курган и скульптура «Родина-мать зовет»
- Троице-Сергиева Лавра
- Озеро Байкал
- Коломенский кремль
- Долина гейзеров
- Кижи
- Войсковой Вознесенский собор
- Астраханский кремль
- Ростовский кремль

а не снятая организаторами Мечеть «Сердце Чечни» была в конце рейтинга, однако затем вместо последних пяти в число лидеров вошли
- Мечеть «Сердце Чечни»
- Крепость Нарын-Кала
- Вовнушки
- Мечеть Кул Шариф
- Куршская коса

Через 2 дня после начала финала организаторы проекта, «в связи с широким общественным резонансом вокруг итогов второго тура» и 50 миллионами голосов в его последние сутки, объявили о приостановке голосования и проведении в течение максимум недели как по итогам интернет-голосования, так и по результатам SMS-голосования технического аудита «для полного выявления возможных технических ошибок, компьютерных накруток на стадии полуфинала, а также для недопущения влияния подобных факторов на ход финала».
9 сентября ввиду заявленного организаторами подавляющего преимущества мечети «Сердце Чечни» и Коломенского кремля во втором туре эти позиции были объявлены досрочными победителями и возобновилось голосование по остальным финалистам. При этом число голосов по досрочным победителям и по остальным из текущих 10-ти лидирующих позиций не отображалось.
6 октября голосование завершилось, было объявлено что во всех турах в нём было отдано 224,6 миллионов голосов и без указания числа полученных голосов и занятого места в рейтинге были объявлены 10 объектов-победителей, отображаемые на сайте проекта в случайном порядке вне зависимости от территориального деления и без ранжирования.

## Победители
| Название                                       | Местоположение             | Изображение | Примечание                                                                                     |
| ---------------------------------------------- | -------------------------- | ----------- | ---------------------------------------------------------------------------------------------- |
| Озеро Байкал                                   | Иркутская область, Бурятия |             | объект Списка Всемирного наследия ЮНЕСКО в России; также победитель конкурса Семь чудес России |
| Мамаев курган и скульптура «Родина-мать зовет» | Волгоград                  |             | также победитель конкурса Семь чудес России                                                    |
| Петергоф                                       | Санкт-Петербург            |             | также победитель конкурса Семь чудес России                                                    |
| Кижи                                           | Карелия                    |             | объект Списка Всемирного наследия ЮНЕСКО в России; также финалист конкурса Семь чудес России   |
| Троице-Сергиева лавра                          | Сергиев-Посад              |             | объект Списка Всемирного наследия ЮНЕСКО в России; также финалист конкурса Семь чудес России   |
| Нижегородский кремль                           | Нижний Новгород            |             | также финалист конкурса Семь чудес России                                                      |
| Мечеть «Сердце Чечни»                          | Чечня, Грозный             |             |                                                                                                |
| Коломенский кремль                             | Коломна                    |             |                                                                                                |
| Ростовский кремль                              | Ростов Великий             |             |                                                                                                |
| Псковский кремль (Кром)                        | Псков                      |             |                                                                                                |

## Критика
В связи с критикой проекта, скандалами при проведении и многочисленными обращениями, Русское географическое общество заявило, что оно «выступает информационным партнёром данного проекта и к вопросам организации голосования никакого отношения не имеет, а все претензии, поступающие от жителей страны, принимавших участие в голосовании, направляются на рассмотрение ответственным за проведение мультимедийного конкурса».
Владислав Николаев, координатор проекта «Россия 10», который принимал непосредственное участие в отслеживании голосования, заявил: «то, что творилось последние два дня голосования [во втором туре] — это бессмысленная битва гонки вооружений».
Депутат Госдумы и член её комитета по информационной политике, информационным технологиям и связи Роберт Шлегель, президент Татарстана Рустам Минниханов и ряд других известных лиц назвали ход проведения и результаты конкурса требующими проверки и сомнительными
Обозреватели называют «абсурдным первенство грозненского новодела и первостепенность или второстепенность Тобольского, Коломенского, Нижегородского и прочих кремлей», а также констатируют, что «познавательная историко-патриотическая краеведческая игра для разжигания у соотечественников гордости и интереса к памятникам культуры, архитектуры, истории, природы превратилась в суровый виртуальный поединок и беспрецедентное сражение в глобальной сети между командами фанатов с пресловутым административным ресурсом», что «символы России невозможно выбрать путём голосования», а «конкурс с ожесточенным соперничеством сам стал символом России по тому, как он проходил, и тому, какую реакцию вызвал в обществе».
По проводившимся в это же время опросам общественного мнения россияне символами страны называют не лидировавшие в конкурсе объекты, а Байкал, Мамаев курган, Московский Кремль, Петергоф, Красную площадь.